# Église Saint-Enfant-Jésus du Mile-End
L'église Saint-Enfant-Jésus du Mile-End, aussi connue sous le nom de l'église Saint-Enfant-Jésus de Montréal, est une église du quartier Mile End à Montréal. Elle est située 5039, rue Saint-Dominique près de l'intersection du boulevard Saint-Joseph et du boulevard Saint-Laurent dans l'arrondissement du Plateau Mont-Royal.
Juste en face, le parc Lahaie rappelle que cet emplacement était le noyau du village de Saint-Louis-du-Mile-End.

## Histoire

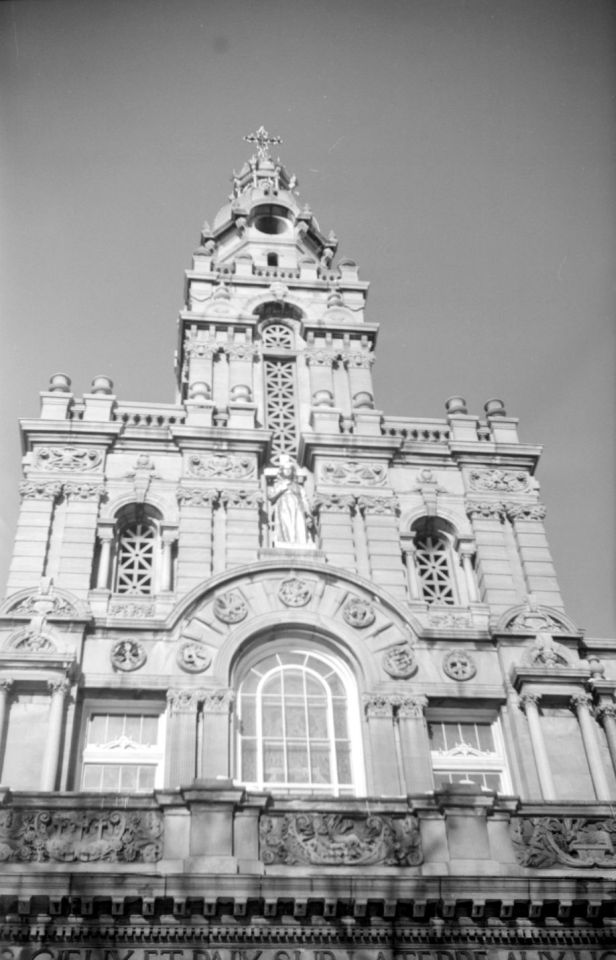
L'église en 1946

Afin de mieux servir les habitants de ce secteur en pleine croissance, dès 1848, Mgr Ignace Bourget, alors évêque de Montréal, décida qu’il y serait érigée une église. En 1849, Pierre Beaubien fait don à l'évêque de Montréal du terrain où devait être construite l'église, et, dans le cours de la même année, une chapelle temporaire s'y construit. 
L'église Saint-Enfant-Jésus est inaugurée en 1857 par Mgr Bourget.
Elle est érigée par l'architecte Victor Bourgeau tandis qu'une nouvelle façade est construite selon les plans de Joseph Venne en 1898. Elle rappelle, par son style, l’exubérance baroque latino-américain. En effet, au-dessus d'un portique à sept baies, inspiré de la renaissance italienne, s'élève une des plus exubérantes façades en pierre sculptée du Québec. Dans une composition pyramidale s'empilent, dans un savant équilibre, des arches, des niches, des pilastres, des colonnettes, des médaillons, et des dentelles de pierre pour atteindre le clocheton baroque dominant le quartier.
À l’intérieur, la chapelle du Sacré-Cœur est décorée entre 1917 et 1919 de tableaux d’Ozias Leduc.